# Beast King GoLion
Beast King GoLion (яп. 百獣王ゴライオン Хякудзю-о ГоРайон) — аниме-сериал о супер-роботе по имени ГоЛайон. В Европе, в том числе и в России, демонстрировалась отредактированная и перенарезанная версия «ГоЛайона» — созданный в США сериал «Вольтрон: защитник Вселенной». В нём были изменены имена героев, диалоги, даже внесены существенные поправки в сюжет. В 2008 году оригинальная версия сериала была выпущена в первом регионе на трёх DVD.
«Хякудзю-о» в оригинальном названии буквально означает «царь ста зверей», но в японском языке это выражение употребляется как «царь зверей». «Го» в переводе с японского — «пять», таким образом название сериала можно перевести и как «Царь ста зверей ГоЛайон», и как «Повелитель зверей ПятиЛев».

## Сюжет
В прошлом существовал могучий робот Голайон. Он с лёгкостью побеждал всех своих врагов и в итоге пошёл войной на богов. Однако проиграл и был разделён на пять львов. Эти львы упали на планету Алтея, жители которой стали почитать Голайона как своего бога. Спустя много лет Алтея была уничтожена империей Галра. Через 15 лет после этого на Земле началась Третья мировая война, в ходе которой планета была уничтожена ядерными ракетами. Во время этой войны пять главных героев сериала были в космическом путешествии, благодаря чему им удалось спастись. Однако вернувшись на Землю, они попали в плен к империи Галра. Сбежав из плена, они попали на Алтею, принцесса которой предложила героям стать пилотами Голайона и начать войну против Галры.
Сериал никак сюжетно не связан с аниме «Dairugger XV», вместе с которым он позже был преобразован в американский «Вольтрон». Как и в большинстве аниме о супер-роботах, в нём прямо показывается насилие, например, плохое обращение с рабами, кровавые брызги и гибель по ходу продолжения сериала врагов и союзников.

## Персонажи

### Команда ГоЛайона
- Акира Коганэ (яп. 黄金旭 Коганэ Акира) — закалённый молодой человек, который возглавляет команду. Сражается на в Чёрном Льве. Одевается в стереотипную красную униформу. В свободное время много читает. Коганэ в японском означает золото.

Сэйю — Кадзухико Иноуэ
- Исаму Куроганэ (яп. 黒鋼勇 Куроганэ Исаму) — второй в команде ГоЛайона, пилотирующий Красного Льва. Носит голубую униформу. Высокий мужчина, одновременно гибкий и хитрый, ему около 21-23 лет. Исаму постоянно разыгрывает и дразнит остальных, как только ему представляется подходящий случай. Он единственный в команде, кому хватает выдержки оспаривать команды Акиры. Также он ловелас. Великолепный пилот, даже иногда немного слишком бесстрашный. Куроганэ — японское слово, обозначающее железо.

Сэйю — Ю Мидзусима
- Такаси Сироганэ (яп. 銀貴 Сироганэ Такаси) — изначально Такаси второй в команде. Он управляет Голубым Львом и носит чёрную униформу. Такаси выглядит самым старшим и опытным в команде. В шестой серии он погибает от раны, полученной во время атаки Хоневры. Фара заменяет его в качестве пилота Голубого Льва. У него есть младший брат по имени Сё, который позже вместе с принцессой Амю присоединился к героям в борьбе против империи Галра. Сироганэ по-японски значит серебро.

Сэйю — Рюсэй Накао
- Хироси «Тиби» Судзуиси (яп. 錫石「チビ」宏 Судзуиси «Тиби» Хироси) — Хироси самый младший и самый маленький в команде; он управляет Зелёным Львом и носит зелёную униформу. Ему приблизительно 12 лет. Хироси окончил академию в юном возрасте, его специальностью является наука. Как и остальные, он хорошо тренирован в боевых искусствах и использует свой размер и ловкость как преимущества. Хироси не боится высказывать своё мнение. Судзуиси по-японски означает касситерит, распространённую руду олова.

Сэйю — Масако Нодзава
- Цуёси Сэйдо (яп. 青銅強 Сэйдо Цуёси) — Цуёси пилотирует Жёлтого Льва и носит жёлтую униформу. Ему около 22-24 лет. У него мягкое сердце, особенно по отношению к детям. Он никогда не опаздывает на обед. Хотя друзья и дразнят его за его аппетит, большая часть тела Цуёси — мускулы. Сэйдо по-японски значит медь.

Сэйю — Тэссё Гэнда
- Принцесса Фара (яп. ファーラ姫 Фа:ра Химэ) — правительница королевства Альтаир на Алтее (по большому счёту, всей планеты). Ей 16 лет. Она заменяет Такаси на месте пилота Голубого Льва и носит розовую униформу. Эпизодически была пилотом чёрного льва. Пусть и немного наивна, особенно в отношении любви, но она сильна духом. Её настойчиво преследует принц Синклайн, из-за её сходства с его матерью, любовницей императора.

Сэйю — Румико Укай

### Другие союзники
- Принцесса Амю (яп. アミュー姫 Амю: Химэ) — кузина принцессы Фары. Живёт на планете Геракл, где правит вместе со своим братом, принцем Алором. Она точная копия Фары. Брат Такаси — Сё — помог ей сбежать из плена и вместе они сражались против Галры.
- Стратег Райбл (яп. 軍師ライブル Гунси Райбуру) — королевский советник Фары, отвечает за управление замком. Также выступает советником для команды ГоЛайона. Вообще-то довольно мудрый, но временами излишне упрямый.

Сэйю — Юдзи Фудзисиро
- Фрейлина Хису (яп. 女官長ヒス Дзёкантё Хису) — няня Фары, излишне опекающая её. Погибает в конце сериала, защищая Рэйбла.

Сэйю — Кадзуё Аоки
- Король Раймон (яп. ライモン王 Раймон О:) — погибший отец Фары, предыдущий правитель Алтеи. После его трагической гибели его тело было помещено в королевскую гробницу, находящуюся под замком. Во время действия сериала он возвращается в мир живых в виде призрака, чтобы дать советы своей дочери.

Сэйю — Махито Цудзимура
- Рё Сироганэ (яп. 銀亮 Сироганэ Рё:) — младший брат Такаси, объявившийся на планете Галра и спасший принцессу Амю. В конце сериала именно он ценой своей жизни убивает Синклайнэ.

Сэйю — Рюсэй Накао
- Космические мыши (яп. 宇宙鼠 утю: нэдзуми) —  Семейство из пяти мышей, живущих в замке Грэдам. Они были единственными друзьями Фалы, когда она была ещё ребёнком, и она единственная понимает их речь. Мышь-отца зовут Платт (яп. プラット Пуратто), а мать - Тютюлэ (яп. チュチュール Тютю:ру). Одного из их детей зовут Тибисюкэ.

### Члены империи Галра
Империя Галра (яп. ガルラ大帝国 Гарура Даи Тэикоку, Великая Империя Галура) — гигантская империя, которая захватывает и порабощает другие планеты. Изначально использовала зверовоинов, способных превращаться в гигантских монстров. Впоследствии перешла на боевых роботов, которых пилотировали зверовоины. Как бойцы, так и пилоты отбираются по результатам гладиаторских боев. Название «Галра» (Galra) взято из официальных английских субтитров, хотя в одной из серий показан транслитерированный вариант «Galura».  
- Император Дайбазаал (яп. ダイ・バザール大帝王 Даи Бадза:ру Даи Тэио:, Базар Великий) — тиран, император Галры. Абсолютный правитель всех находящихся под его контролем планет. Стремится захватить всю Вселенную, поработив множество цивилизаций для своей славы, хотя утверждает, что делает это ради своего народа. Легко теряет контроль над собой.У него есть сын-Синклайн от его союза с алтеанкой. В 50 эпизоде Синклайн вынуждает его вступить с ГоЛайоном в поединок лично и приказывает Хонерве создать для Дайбазала Роботозверя. В 51 эпизоде император погибает во время сражения с ГоЛайоном. Его имя является искажённым на японский манер персидским словом «базар».

Сэйю — Косэй Томита
- Принц Синклайн (яп. シンクライン皇太子 Синкураин Ко:таиси) — кронпринц Галры. Сын Дайбазаала и девушки с Алтеи, на момент начала событий убитой его отцом. Влюблен в принцессу Фару, напоминающую ему его мать, и периодически терпит крах исключительно из-за попыток захватить её живой. Он коварный злодей, но всё же обладает некоторыми понятиями о чести. Его завоевания легендарны, но из-за провала на Алтее он был брошен отцом в тюрьму. После того, как его последователи освободили его, вынудил отца сражаться в последнем из Зверовоинов. Несмотря на то, что после гибели императора крах Галра был очевиден и империя капитулировала, принц до последнего в одиночку сражался с Голайоном и в итоге погиб. Его имя является искажённым на японский манер английским словом «Syncline» (cинклиналь).

Сэйю — Акира Камия
- Ведбма Хонерва (яп. 妖婆ホネルバ Ё:ба Хонэруба) — учёная/ведьма, использующая некоторые заклинания, такие как гипноз и изменение облика. Мать Дайбазаала, руководитель всех научных проектов Галра: После смерти Дайбазалла попыталась убить Синклайна,отнявшегоу неё сына.Она призналась Синклайну,что он наполовину Алтеанец .Разъярённый Синклайн считая,что всё это лож, расправился с ней.Сэйю — Масако Нодзава
- Садак (яп. サダック Садакку) — главнокомандующий планеты Галра. Возглавляет команду лучших имперских генералов. После того, как зверовоины под его командованием не смогли одолеть Голайона, был вынужден сражаться с ним сам и погиб. Его место как главнокомандующего занял принц Синклайнэ.

Сэйю —Кэнъити Огата

## Отличия от «Вольтрона»
В версию World Events Productions было внесено множество изменений. Кроме собственно изменения имён и названий были полностью переписаны диалоги, все смерти героев убраны, уменьшено количество насилия и изменены некоторые повороты сюжета. К тому же Toei выпустила дополнительную сюжетную арку специально для американской версии, никогда не демонстрировавшуюся вместе с оригинальным «ГоЛайоном».

## Музыка
Открывающей темой сериала является песня «Obtain! Golion», исполняемая Итиро Мидзуки и Columbia Yurikago-kai. Завершающей же «Gonin de Hitotsu (5 into 1)» также исполняемая Итиро Мидзуки.

## Релизы
В 1982 году «ГоЛайон» был выпущен на итальянском рынке за два года до появления «Вольтрона». Сериал демонстрировался почти без изменений.
27 мая 2008 года Media Blasters выпустило первый из 3-х дисков с оригинальным сериалом на территории первого региона. Второй диск вышел 12 августа, а третий 25 ноября того же года.

## Другое
- ГоЛайон появлялся в известной серии игр Super Robot Taisen: в Super Robot Taisen W под Nintendo DS.